# Pierre-François Clerget
Pour les articles homonymes, voir Clerget.
Pierre-François Clerget, dit l’abbé Clerget, est un prêtre catholique et homme politique français, né le 23 décembre 1746 à Besançon et mort le 15 avril 1808 aux îles Canaries.

## Biographie
Pierre-François Clerget naît à Besançon,,. Il est le fils d'un marchand, Vivant Mathieu Clerget, et de son épouse, Thérèse Faivre,. Sa date de naissance a été discutée. D'après des estampes éditées de 1789 à 1791 et illustrant le Bisontin, celui-ci serait né le 20 ou le 23 décembre 1746. Mais les historiens et généalogistes s'accordent aujourd'hui pour considérer qu'il est né l'année précédente,. Antonio Ruiz Álvarez cite l'acte de baptême de Clerget : celui-ci est né le 20 décembre 1745 et a été baptisé le jour même en l'église Sainte-Madeleine de Besançon avec, pour parrain, son grand-père maternel, Pierre-François Faivre, capitaine des charrois d'artillerie, et, pour marraine, Margueritte Faivre.
Ayant été ordonné prêtre, Clerget est curé d'Onans en Franche-Comté, lorsqu'en 1785, il publie Coup d'œil philosophique et politique sur la main-morte, un essai coécrit avec l'abbé Baverel. En 1787 au plus tard, il devient franc-maçon au sein des Bons Amis, une loge parisienne. En 1788, il participe à la préparation des états provinciaux de Franche-Comté. Le 11 avril 1789, à Vesoul, il est élu député du clergé aux États généraux par le bailliage d'Amont. Il fait partie des premiers députés du clergé à rejoindre ceux du tiers état : lorsque, le 16 juin, il s'assoit avec cinq autres curés aux côtés des députés des Communes, seuls dix autres députés du clergé les ont précédés. Il participe aux travaux de la Constituante et à ceux du Club des jacobins. Il reçoit des hommages publics pour sa lutte contre la mainmorte comme, par exemple, celui de la Constituante le 7 août ou celui de l'abbé Grégoire le 8 octobre. Après avoir publié le Tombeau du despotisme en Franche-Comté, son troisième et ultime ouvrage, il prête serment à la Constitution civile du clergé. En juillet 1791, il quitte le Club des jacobins pour celui des feuillants. En 1793, il renonce à la prêtrise et, en mai-août, devient président du nouveau département du Mont-Terrible. Contraint à l'exil sous la Terreur, il émigre aux îles Canaries, au plus tard en 1794. Le 3 fructidor an III (20 août 1795), il est nommé consul de France aux Canaries.

### Iconographie
- [Le Vachez 1790] Charles-François-Gabriel Le Vachez (graveur), « Clerget, curé d'Onans, né le 23 décembre 1746 : député du baill. d'Amont », dans Collection Le Vachez, Paris, Nicolas-François Le Vachez, 1790 (BNF 40250965, lire en ligne [fac-similé]).
- [Voyez 1789-1791] François Voyez, « M. Clerget : curé d'Onans, né à Besançon le 20 Xbre 1746, député d'Amont à l'Assemblée nationale de 1789 », dans Collection Dejabin, Paris, Dejabin, 1789-1791 (BNF 40250083, lire en ligne [fac-similé]).